# Svizzera all'Eurovision Song Contest 1985
La Selezione Svizzera per l'Eurofestival 1985 si svolse a Ginevra il 23 febbraio 1985 presentata da Serge Moisson.

## Canzoni in ordine di classifica
| Posizione | Canzone                | Artista                         |
| 1.        | Piano piano            | Mariella Farré e Pino Gasparini |
| 2.        | Repars à zéro          | Daniela Simons                  |
| 3.        | Aime-moi               | Arlette Zola                    |
| 4.        | Gioventù               | Rainy Day                       |
| 5.        | Der kuckuck            | Swiss Singers                   |
| 6.        | Una notte a Casablanca | Renato Mascetti                 |
| 7.        | Oh, mein Pierrot       | Mariella Farré                  |
| 8.        | Europeo                | Friends                         |
| 9.        | Je n'aime que toi      | Nicki Nicolas                   |